# Aleksandr Zakuskin
Aleksandr Zakuskin (ur. 12 marca 1993) – rosyjski piłkarz, pomocnik, reprezentant Rosji U-21.

## Kariera piłkarska
Wychowanek Lokomotiwu Moskwa. W sezonie 2014/15 występował w FK Chimki. W lutym 2016 przeszedł do FK Strogino, a w lipcu tegoż roku został zawodnikiem Torpedo Moskwa.